# Heliophanus heurtaultae
Heliophanus heurtaultae este o specie de păianjeni din genul Heliophanus, familia Salticidae, descrisă de Rollard, Wesolowska în anul 2002. Conform Catalogue of Life specia Heliophanus heurtaultae nu are subspecii cunoscute.